# Ministerio del Poder Popular para Obras Públicas
El Ministerio del Poder Popular para Obras Públicas es un ministerio venezolano creado mediante Gaceta Oficial N.º 41.067, juntos con el Ministerio del Poder Popular para el Transporte, el 4 de enero de 2017. Este decreto dividió el Ministerio del Poder Popular para Transporte Terrestre y Obras Públicas.

## Historia
El 4 de enero de 2017, el presidente de Venezuela, Nicolás Maduro anuncia la creación del Ministerio del Poder Popular para Obras Públicas y suspende actividades del Ministerio del Poder Popular para Transporte Terrestre y Obras Públicas. El decreto anuncia las funciones del ministerio, las cuales son:
- Es de la competencia del Ministerio del Poder Popular de Obras Públicas lo relacionado con la regulación de las líneas estratégicas relativas al diseño, concepción y seguimiento de las Obras Públicas del país, así como la ejecución de obras de infraestructura que por su magnitud y carácter estratégico le sean encomendadas por el Presidente o Presidenta de la República, indiferentemente de la materia a la cual esté destinada la obra.
- Se instruye al Ministerio del Poder Popular de Planificación la coordinación con los Ministerios del Poder Popular para el Transporte, y del Poder Popular de Obras Públicas, a efectos de realizar las gestiones tendentes a proveer de estructura orgánica y funcional a los Ministerios que se crean.
- Se designa a César Salazar como Ministro del Poder Popular para Obras Públicas.[3][4]

## Ministros
| Ministros de Transporte y Comunicaciones de Venezuela |                            |             |                |
| Orden                                                 | Nombre                     | Período     | Presidente     |
| 1                                                     | César Alberto Salazar Coll | 2017 - 2018 | Nicolás Maduro |
| 2                                                     | Marleny Contreras          | 2018 - 2019 | Nicolás Maduro |
| 3                                                     | Raúl Alfonso Paredes       | 2019 - 2024 | Nicolás Maduro |
| 4                                                     | Juan José Ramírez Luces    | 2024 - 2025 |                |
| 5                                                     | Juan José Ramírez Luces    | 2025 -      | Nicolás Maduro |